# إرنست غالو
إرنست غالو (بالإنجليزية: Ernest Gallo)‏ هو مزارع الكروم أمريكي، ولد في 18 مارس 1909 في جاكسون في الولايات المتحدة، وتوفي في 6 مارس 2007 في موديستو في الولايات المتحدة.

## وصلات خارجية
- إرنست غالو على موقع إن إن دي بي (الإنجليزية)